# Fußballclub Basel 1893 2007-2008
Questa voce raccoglie le informazioni riguardanti il Fußballclub Basel 1893 nelle competizioni ufficiali della stagione 2007-2008.

## Stagione
Nella stagione 2007-2008 il Basilea, allenato da Christian Gross, concluse il campionato di Super League al 1º posto. In Coppa Svizzera il Basilea vinse la finale con il Bellinzona. In Coppa UEFA il Basilea fu eliminato ai sedicesimi di finale dallo Sporting Lisbona.

## Rosa
| N. |                      | Ruolo | Calciatore         |
| -- | -------------------- | ----- | ------------------ |
| 1  | Argentina (bandiera) | P     | Franco Costanzo    |
| 3  | Svizzera (bandiera)  | D     | Ronny Hodel        |
| 4  | Svizzera (bandiera)  | D     | Michel Morganella  |
| 5  | Svezia (bandiera)    | D     | Daniel Majstorović |
| 6  | Giappone (bandiera)  | D     | Kōji Nakata        |
| 7  | Svizzera (bandiera)  | C     | David Degen        |
| 8  | Svizzera (bandiera)  | C     | Benjamin Huggel    |
| 9  | Serbia (bandiera)    | C     | Marko Perović      |
| 10 | Svizzera (bandiera)  | A     | Marco Streller     |
| 11 | Australia (bandiera) | C     | Scott Chipperfield |
| 12 | Senegal (bandiera)   | C     | Papa Malick Ba     |
| 14 | Svizzera (bandiera)  | C     | Valentin Stocker   |
| 16 | Svizzera (bandiera)  | C     | Fabian Frei        |
| 18 | Liberia (bandiera)   | P     | Louis Crayton      |

| N. |                       | Ruolo | Calciatore        |
| -- | --------------------- | ----- | ----------------- |
| 19 | Rep. Ceca (bandiera)  | A     | Vratislav Lokvenc |
| 21 | Francia (bandiera)    | D     | François Marque   |
| 22 | Serbia (bandiera)     | C     | Ivan Ergić        |
| 23 | Brasile (bandiera)    | A     | Eduardo           |
| 24 | Svizzera (bandiera)   | C     | Cabral            |
| 25 | Canada (bandiera)     | P     | Jayson Leutwiler  |
| 28 | Svizzera (bandiera)   | D     | Beg Ferati        |
| 30 | Portogallo (bandiera) | C     | Carlitos          |
| 31 | Svizzera (bandiera)   | A     | Eren Derdiyok     |
| 32 | Svizzera (bandiera)   | D     | Reto Zanni        |
| 33 | Turchia (bandiera)    | D     | Serkan Şahin      |
| 34 | Svizzera (bandiera)   | P     | Oliver Stöckli    |
|    | Svizzera (bandiera)   | D     | Dominik Ritter    |

## Organigramma societario
Area tecnica
- Allenatore: Christian Gross
- Allenatore in seconda: Fritz Schmid
- Preparatore dei portieri: Romain Crevoisier
- Preparatori atletici:

## Calciomercato

### Sessione estiva
| Acquisti | Acquisti         | Acquisti               | Acquisti |
| R.       | Nome             | da                     | Modalità |
| -------- | ---------------- | ---------------------- | -------- |
| C        | David Degen      | Borussia M'gladbach II |          |
| C        | Cabral           | Losanna                |          |
| A        | César Carignano  | América                |          |
| C        | Carlitos         | Sion                   |          |
| D        | Ronny Hodel      | Young Boys             |          |
| C        | Benjamin Huggel  | Eintracht Francoforte  |          |
| P        | Jayson Leutwiler | Basilea II             |          |
| A        | Marco Streller   | Stoccarda              |          |

| Cessioni | Cessioni        | Cessioni          | Cessioni |
| R.       | Nome            | a                 | Modalità |
| -------- | --------------- | ----------------- | -------- |
| A        | Delron Buckley  | Borussia Dortmund |          |
| D        | Damir Džombić   | Vaduz             |          |
| C        | Simone Grippo   | Concordia Basilea |          |
| A        | Mladen Petrić   | Borussia Dortmund |          |
| C        | Ivan Rakitić    | Schalke 04        |          |
| D        | Boris Smiljanić | Grasshoppers      |          |
| P        | Yann Sommer     | Vaduz             |          |

### Sessione invernale
| Acquisti | Acquisti          | Acquisti          | Acquisti |
| R.       | Nome              | da                | Modalità |
| -------- | ----------------- | ----------------- | -------- |
| P        | Oliver Stöckli    | Winterthur        |          |
| A        | Vratislav Lokvenc | Salisburgo        |          |
| D        | Beg Ferati        | Concordia Basilea |          |

| Cessioni | Cessioni        | Cessioni          | Cessioni |
| R.       | Nome            | a                 | Modalità |
| -------- | --------------- | ----------------- | -------- |
| A        | Felipe Caicedo  | Manchester City   |          |
| C        | Franz Burgmeier | Thun              |          |
| D        | Patrik Baumann  | Concordia Basilea |          |
| A        | César Carignano | Colón (SF)        |          |

## Risultati

### Super League

#### Prima fase, girone di andata
| Arbitro: | Bertolini |

|              |           |  |
| Streller 69’ | Marcatori |  |

| Arbitro: | Laperrière |

|  |           |                                    |
|  | Marcatori | 16’ Chipperfield 26’, 45’ Derdiyok |

| Arbitro: | Grossen |

|                  |           |             |
| Chipperfield 63’ | Marcatori | 72’ Rogério |

| Arbitro: | Busacca |

|                                              |           |                  |
| Paulo 2’, 57’ Raimondi 17’ Frimpong 71’, 73’ | Marcatori | 88’ Chipperfield |

| Arbitro: | Zimmermann |

|                                       |           |                        |
| Majstorović 28’ Eduardo 39’ Ergić 90’ | Marcatori | 69’ Vanczák 84’ Chedli |

| Arbitro: | Laperrière |

|                             |           |  |
| Touré 25’ Santos 63’ (rig.) | Marcatori |  |

| Arbitro: | Busacca |

|                                       |           |                                                           |
| Lustrinelli 13’ Cantaluppi 31’ (rig.) | Marcatori | 22’ (rig.) Majstorović 27’ Streller 55’, 63’ Chipperfield |

| Arbitro: | Wermelinger |

|                              |           |          |
| Caicedo 44’ Chipperfield 90’ | Marcatori | 70’ Faye |

| Arbitro: | Wildhaber |

|  |           |                                          |
|  | Marcatori | 21’ Carlitos 76’ Ergić 90’ (rig.) Huggel |

#### Prima fase, girone di ritorno
| Arbitro: | Busacca |

|                          |           |                          |
| Chikhaoui 62’ Hassli 90’ | Marcatori | 67’ Eduardo 78’ Streller |

| Arbitro: | Bertolini |

|                              |           |  |
| Streller 2’, 66’ Caicedo 75’ | Marcatori |  |

| Arbitro: | Kever |

|  |           |                                     |
|  | Marcatori | 19’ Nakata 37’ Eduardo 41’ Streller |

| Arbitro: | Busacca |

|                                                                   |           |  |
| Majstorović 17’ (rig.) Streller 34’ Chipperfield 52’ Carlitos 74’ | Marcatori |  |

| Arbitro: | Petignat |

|             |           |              |
| Saborío 56’ | Marcatori | 43’ Streller |

| Arbitro: | Wildhaber |

|                             |           |  |
| Majstorović 24’ Caicedo 90’ | Marcatori |  |

| Arbitro: | Rogalla |

|                                   |           |                      |
| Streller 3’ Caicedo 14’ Degen 56’ | Marcatori | 49’ Wiss 61’ Tchouga |

| Arbitro: | Zimmermann |

|  |           |                          |
|  | Marcatori | 27’ Eduardo 74’ Carlitos |

| Arbitro: | Grossen |

|  |           |                  |
|  | Marcatori | 65’ (rig.) Rossi |

#### Seconda fase, girone di andata
| Arbitro: | Bertolini |

|                              |           |  |
| Häberli 48’ Yakın 76’ (rig.) | Marcatori |  |

| Arbitro: | Laperrière |

|                                    |           |  |
| Carlitos 9’ Huggel 73’ Perović 90’ | Marcatori |  |

| Arbitro: | Busacca |

|                      |           |              |
| Chikhaoui 90’ (rig.) | Marcatori | 41’ Derdiyok |

| Arbitro: | Bertolini |

|                                     |           |          |
| Majstorović 14’ (rig.) Carlitos 71’ | Marcatori | 28’ Page |

| Arbitro: | Wildhaber |

|                |           |                        |
| Zakrzewski 58’ | Marcatori | 66’, 79’, 88’ Derdiyok |

| Arbitro: | Zimmermann |

|                          |           |               |
| Eduardo 16’ Carlitos 47’ | Marcatori | 62’ Schneider |

| Arbitro: | Rogalla |

|                                          |           |                         |
| Domínguez 11’, 66’ Saborío 42’ Reset 82’ | Marcatori | 27’ Eduardo 53’ Stocker |

| Arbitro: | Hänni |

|                       |           |             |
| Ergić 32’ Eduardo 36’ | Marcatori | 67’ Cabanas |

| Arbitro: | Wermelinger |

|                        |           |  |
| Majstorović 45’ (rig.) | Marcatori |  |

#### Seconda fase, girone di ritorno
| Arbitro: | Grossen |

|                 |           |  |
| Lustrinelli 62’ | Marcatori |  |

| Arbitro: | Kever |

|               |           |              |
| Bobadilla 90’ | Marcatori | 70’ Derdiyok |

| Arbitro: | Grobelnik |

|            |           |             |
| Eduardo 6’ | Marcatori | 68’ Saborío |

| Arbitro: | Bertolini |

|                    |           |                                                           |
| Aguirre 32’ (rig.) | Marcatori | 10’ Carlitos 36’ (rig.) Majstorović 42’ Degen 90’ Perović |

| Arbitro: | Studer |

|                                            |           |                     |
| Ergić 10’ Majstorović 17’ (rig.) Degen 78’ | Marcatori | 38’ (rig.) Scarione |

| Arbitro: | Laperrière |

|                                 |           |                        |
| Rogério 50’ Sermeter 64’ (rig.) | Marcatori | 19’ Streller 70’ Ergić |

| Arbitro: | Kever |

|                                                            |           |  |
| Streller 16’ Stocker 21’ Majstorović 50’ (rig.) Huggel 77’ | Marcatori |  |

| Arbitro: | Studer |

|                    |           |                                  |
| Rossi 20’ Coly 52’ | Marcatori | 71’ (rig.) Majstorović 90’ Ergić |

| Arbitro: | Busacca |

|                          |           |  |
| Stocker 13’ Streller 23’ | Marcatori |  |

### Coppa Svizzera
| 16 settembre 2007, ore 15:00 CEST Primo turno | FC Léchelles | 0 – 9 | Basilea |  |

| 20 ottobre 2007, ore 15:00 CEST Secondo turno | SC Binningen | 1 – 6 | Basilea |  |

| 25 novembre 2007, ore 14:30 CET Ottavi di finale | Grasshoppers | 0 – 1 | Basilea |  |

| 15 dicembre 2007, ore 19:30 CET Quarti di finale | Basilea | 2 – 0 | Stade Nyonnais |  |

| 27 febbraio 2008, ore 20:15 CET Semifinale | Basilea | 1 – 0 | Thun |  |

| Arbitro: | Zimmermann |

|                                                      |           |           |
| Derdiyok 30’ Majstorović 62’ Streller 64’ Huggel 66’ | Marcatori | 58’ Pouga |

### Coppa UEFA

#### Preliminari
| Arbitro: | Ingvarsson |

|                       |           |                   |
| Ergić 24’ Caicedo 54’ | Marcatori | 20’ (aut.) Nakata |

| Arbitro: | Dereli |

|  |           |                                                 |
|  | Marcatori | 21’ Caicedo 36’ Ergić 40’ Streller 52’ Carlitos |

#### Fase a eliminazione diretta
| Arbitro: | Lajuks |

|               |           |                        |
| Milošević 90’ | Marcatori | 11’ Carlitos 63’ Ergić |

| Arbitro: | Costa |

|                                                           |           |  |
| Carlitos 9’, 10’ Streller 19’, 29’ Huggel 75’ Caicedo 90’ | Marcatori |  |

#### Fase a gironi
| Arbitro: | Rizzoli |

|              |           |  |
| Streller 55’ | Marcatori |  |

| Zagabria 8 novembre 2007, ore 20:15 CET 2ª giornata | Dinamo Zagabria | 0 – 0 referto | Basilea | Stadio Maksimir (28 000 spett.)\| Arbitro: \| Gumienny \| |
| Arbitro:                                            | Gumienny        |               |         |                                                           |

| Arbitro: | Egorov |

|              |           |  |
| Carlitos 40’ | Marcatori |  |

| Arbitro: | Vollquartz |

|          |           |           |
| Olić 73’ | Marcatori | 58’ Ergić |

#### Fase a eliminazione diretta
| Arbitro: | Blom |

|                  |           |  |
| Vukčević 9’, 58’ | Marcatori |  |

| Arbitro: | Skjerven |

|  |           |                                |
|  | Marcatori | 2’ Pereirinha 41’, 51’ Liédson |

## Statistiche

### Statistiche di squadra
| Competizione   | Punti | In casa | In casa | In casa | In casa | In casa | In casa | In trasferta | In trasferta | In trasferta | In trasferta | In trasferta | In trasferta | Totale | Totale | Totale | Totale | Totale | Totale | DR  |
| Competizione   | Punti | G       | V       | N       | P       | Gf      | Gs      | G            | V            | N            | P            | Gf           | Gs           | G      | V      | N      | P      | Gf     | Gs     | DR  |
| -------------- | ----- | ------- | ------- | ------- | ------- | ------- | ------- | ------------ | ------------ | ------------ | ------------ | ------------ | ------------ | ------ | ------ | ------ | ------ | ------ | ------ | --- |
| Super League   | 74    | 18      | 15      | 2       | 1       | 39      | 12      | 18           | 7            | 6            | 5            | 34           | 27           | 36     | 22     | 8      | 6      | 73     | 39     | +34 |
| Coppa Svizzera | -     | 3       | 3       | 0       | 0       | 7       | 1       | 3            | 3            | 0            | 0            | 16           | 1            | 6      | 6      | 0      | 0      | 23     | 2      | +21 |
| Coppa UEFA     | -     | 5       | 4       | 0       | 1       | 10      | 4       | 5            | 2            | 2            | 1            | 7            | 4            | 10     | 6      | 2      | 2      | 17     | 8      | +9  |
| Totale         | 74    | 26      | 22      | 2       | 2       | 56      | 17      | 26           | 12           | 8            | 6            | 57           | 32           | 52     | 34     | 10     | 8      | 113    | 49     | +64 |

### Andamento in campionato
| Giornata  | 1 | 2 | 3 | 4 | 5 | 6 | 7 | 8 | 9 | 10 | 11 | 12 | 13 | 14 | 15 | 16 | 17 | 18 | 19 | 20 | 21 | 22 | 23 | 24 | 25 | 26 | 27 | 28 | 29 | 30 | 31 | 32 | 33 | 34 | 35 | 36 |
| --------- | - | - | - | - | - | - | - | - | - | -- | -- | -- | -- | -- | -- | -- | -- | -- | -- | -- | -- | -- | -- | -- | -- | -- | -- | -- | -- | -- | -- | -- | -- | -- | -- | -- |
| Luogo     | C | T | C | T | C | T | T | C | T | T  | C  | T  | C  | T  | C  | C  | T  | C  | T  | C  | T  | C  | T  | C  | T  | C  | C  | T  | T  | C  | T  | C  | T  | C  | T  | C  |
| Risultato | V | V | N | P | V | P | V | V | V | N  | V  | V  | V  | N  | V  | V  | V  | P  | P  | V  | N  | V  | V  | V  | P  | V  | V  | P  | N  | N  | V  | V  | N  | V  | N  | V  |
| Posizione | 2 | 1 | 2 | 4 | 3 | 2 | 2 | 2 | 2 | 2  | 1  | 1  | 1  | 1  | 1  | 1  | 1  | 1  | 1  | 1  | 1  | 1  | 1  | 1  | 1  | 1  | 1  | 2  | 1  | 1  | 1  | 1  | 2  | 1  | 1  | 1  |

Legenda:

Luogo: C = Casa; T = Trasferta. Risultato: V = Vittoria; N = Pareggio; P = Sconfitta.

### Statistiche dei giocatori
| Giocatore       | Super League | Super League | Super League | Super League | Coppa Svizzera | Coppa Svizzera | Coppa Svizzera | Coppa Svizzera | Coppa UEFA | Coppa UEFA | Coppa UEFA  | Coppa UEFA | Totale   | Totale | Totale      | Totale     |
| Giocatore       | Presenze     | Reti         | Ammonizioni  | Espulsioni   | Presenze       | Reti           | Ammonizioni    | Espulsioni     | Presenze   | Reti       | Ammonizioni | Espulsioni | Presenze | Reti   | Ammonizioni | Espulsioni |
| --------------- | ------------ | ------------ | ------------ | ------------ | -------------- | -------------- | -------------- | -------------- | ---------- | ---------- | ----------- | ---------- | -------- | ------ | ----------- | ---------- |
| P. Ba           | 16           | 0            | 4            | 0            | 1              | 0              | 0              | 0              | 3          | 0          | 0           | 0          | 20       | 0      | 4           | 0          |
| P. Baumann      | 1            | 0            | 0            | 0            | 0              | 0              | 0              | 0              | 0          | 0          | 0           | 0          | 1        | 0      | 0           | 0          |
| F. Burgmeier    | 4            | 0            | 1            | 0            | 0              | 0              | 0              | 0              | 2          | 0          | 0           | 0          | 6        | 0      | 1           | 0          |
| C. Cabral       | 8            | 0            | 0            | 0            | 0              | 0              | 0              | 0              | 1          | 0          | 0           | 0          | 9        | 0      | 0           | 0          |
| F. Caicedo      | 18           | 4            | 3            | 0            | 0              | 0              | 0              | 0              | 8          | 3          | 1           | 0          | 26       | 7      | 4           | 0          |
| C. Carignano    | 0            | 0            | 0            | 0            | 0              | 0              | 0              | 0              | 0          | 0          | 0           | 0          | 0        | 0      | 0           | 0          |
| C. Carlitos     | 32           | 7            | 4            | 0            | 1              | 0              | 0              | 0              | 9          | 5          | 2           | 0          | 42       | 12     | 6           | 0          |
| S. Chipperfield | 16           | 7            | 1            | 0            | 0              | 0              | 0              | 0              | 5          | 0          | 1           | 0          | 21       | 7      | 2           | 0          |
| F. Costanzo     | 28           | 0            | 4            | 0            | 1              | 0              | 0              | 0              | 9          | 0          | 1           | 0          | 38       | 0      | 5           | 0          |
| L. Crayton      | 8            | 0            | 2            | 0            | 0              | 0              | 0              | 0              | 2          | 0          | 0           | 0          | 10       | 0      | 2           | 0          |
| D. Degen        | 20           | 3            | 4            | 0            | 1              | 0              | 0              | 0              | 8          | 0          | 1           | 0          | 29       | 3      | 5           | 0          |
| E. Derdiyok     | 27           | 7            | 3            | 0            | 1              | 1              | 0              | 0              | 7          | 0          | 0           | 0          | 35       | 8      | 3           | 0          |
| E. Eduardo      | 35           | 8            | 3            | 0            | 1              | 0              | 0              | 0              | 10         | 0          | 0           | 0          | 46       | 8      | 3           | 0          |
| I. Ergić        | 31           | 6            | 0            | 0            | 1              | 0              | 0              | 0              | 9          | 4          | 0           | 0          | 41       | 10     | 0           | 0          |
| B. Ferati       | 5            | 0            | 0            | 0            | 0              | 0              | 0              | 0              | 0          | 0          | 0           | 0          | 5        | 0      | 0           | 0          |
| F. Frei         | 24           | 0            | 0            | 0            | 0              | 0              | 0              | 0              | 7          | 0          | 0           | 0          | 31       | 0      | 0           | 0          |
| R. Hodel        | 21           | 0            | 2            | 1            | 0              | 0              | 0              | 0              | 5          | 0          | 0           | 0          | 26       | 0      | 2           | 1          |
| B. Huggel       | 30           | 3            | 7            | 0            | 1              | 1              | 0              | 0              | 9          | 1          | 2           | 0          | 40       | 5      | 9           | 0          |
| J. Leutwiler    | 0            | 0            | 0            | 0            | 0              | 0              | 0              | 0              | 0          | 0          | 0           | 0          | 0        | 0      | 0           | 0          |
| V. Lokvenc      | 6            | 0            | 0            | 0            | 0              | 0              | 0              | 0              | 0          | 0          | 0           | 0          | 6        | 0      | 0           | 0          |
| D. Majstorović  | 32           | 10           | 10           | 1            | 1              | 1              | 0              | 0              | 10         | 0          | 0           | 0          | 43       | 11     | 10          | 1          |
| F. Marque       | 34           | 0            | 6            | 0            | 1              | 0              | 0              | 0              | 10         | 0          | 0           | 0          | 45       | 0      | 6           | 0          |
| M. Morganella   | 1            | 0            | 1            | 0            | 0              | 0              | 0              | 0              | 1          | 0          | 0           | 0          | 2        | 0      | 1           | 0          |
| K. Nakata       | 18           | 1            | 1            | 1            | 1              | 0              | 0              | 0              | 5          | 0          | 0           | 0          | 24       | 1      | 1           | 1          |
| M. Perović      | 12           | 2            | 3            | 0            | 1              | 0              | 0              | 0              | 1          | 0          | 0           | 0          | 14       | 2      | 3           | 0          |
| D. Ritter       | 0            | 0            | 0            | 0            | 0              | 0              | 0              | 0              | 0          | 0          | 0           | 0          | 0        | 0      | 0           | 0          |
| V. Stocker      | 11           | 3            | 3            | 0            | 0              | 0              | 0              | 0              | 0          | 0          | 0           | 0          | 11       | 3      | 3           | 0          |
| M. Streller     | 23           | 12           | 3            | 0            | 1              | 1              | 0              | 0              | 5          | 4          | 0           | 0          | 29       | 17     | 3           | 0          |
| O. Stöckli      | 0            | 0            | 0            | 0            | 0              | 0              | 0              | 0              | 0          | 0          | 0           | 0          | 0        | 0      | 0           | 0          |
| R. Zanni        | 34           | 0            | 7            | 1            | 1              | 0              | 0              | 0              | 9          | 0          | 0           | 1          | 44       | 0      | 7           | 2          |
| S. Şahin        | 0            | 0            | 0            | 0            | 0              | 0              | 0              | 0              | 0          | 0          | 0           | 0          | 0        | 0      | 0           | 0          |